# Чемпионат мира по конькобежному спорту на отдельных дистанциях 2020
Чемпионат мира по конькобежному спорту на отдельных дистанциях 2020 проходил с 13 по 16 февраля на стадионе «Олимпийский овал Юты» в Солт-Лейк-Сити, США.
Соревнования проводились на дистанциях 500, 1000, 1500, 5000 метров и в масс-старте у мужчин и женщин, 3000 метров у женщин и 10 000 у мужчин, а также в командной гонке и командном спринте.
В ходе соревнований было установлено семь мировых рекордов на шести дистанциях, а также в 14 дисциплинах были побиты рекорды соревнований.

## Рекорды чемпионатов

### Мужчины
| Дистанция                          | Результат | Спортсмен                                 | Страна     | Чемпионат           | Дата            |
| ---------------------------------- | --------- | ----------------------------------------- | ---------- | ------------------- | --------------- |
| 500 м                              | 34,22     | Руслан Мурашов                            | Россия     | Инцелль 2019        | 8 февраля 2019  |
| 1000 м                             | 1.07,28   | Шани Дэвис                                | США        | Солт-Лейк-Сити 2007 | 10 марта 2007   |
| 1500 м                             | 1.42,39   | Шани Дэвис                                | США        | Солт-Лейк-Сити 2007 | 11 марта 2007   |
| 5000 м                             | 6.06,82   | Свен Крамер                               | Нидерланды | Каннын 2017         | 9 февраля 2017  |
| 10 000 м                           | 12.38,89  | Свен Крамер                               | Нидерланды | Каннын 2017         | 11 февраля 2017 |
| Командное преследование (8 кругов) | 3.37,80   | Свен Крамер Карл Верхейен Эрбен Веннемарс | Нидерланды | Солт-Лейк-Сити 2007 | 11 марта 2007   |

### Женщины
| Дистанция                          | Результат | Спортсменка                                 | Страна     | Чемпионат           | Дата            |
| ---------------------------------- | --------- | ------------------------------------------- | ---------- | ------------------- | --------------- |
| 500 м                              | 37,04     | Дженни Вольф                                | Германия   | Солт-Лейк-Сити 2007 | 10 марта 2007   |
| 1000 м                             | 1.13,41   | Бриттани Боу                                | США        | Инцелль 2019        | 9 февраля 2019  |
| 1500 м                             | 1.52,71   | Ирен Вюст                                   | Нидерланды | Солт-Лейк-Сити 2007 | 8 марта 2007    |
| 3000 м                             | 3.58,09   | Мартина Сабликова                           | Чехия      | Солт-Лейк-Сити 2007 | 9 марта 2007    |
| 5000 м                             | 6.44,85   | Мартина Сабликова                           | Чехия      | Инцелль 2019        | 9 февраля 2019  |
| Командное преследование (6 кругов) | 2.55,85   | Ирен Вюст Маррит Ленстра Антоинетте де Йонг | Нидерланды | Каннын 2017         | 10 февраля 2017 |

## Медальный зачёт
| Место | Страна           | Золото | Серебро | Бронза | Всего |
| ----- | ---------------- | ------ | ------- | ------ | ----- |
| 1     | Нидерланды       | 7      | 5       | 2      | 14    |
| 2     | Россия           | 3      | 5       | 4      | 12    |
| 3     | Канада           | 3      | 2       | 4      | 9     |
| 4     | Япония           | 2      | 1       | 2      | 5     |
| 5     | Чехия            | 1      | 1       | 0      | 2     |
| 6     | Китай            | 0      | 1       | 0      | 1     |
| 6     | Республика Корея | 0      | 1       | 0      | 1     |
| 8     | Германия         | 0      | 0       | 1      | 1     |
| 8     | Норвегия         | 0      | 0       | 1      | 1     |
| 8     | Польша           | 0      | 0       | 1      | 1     |
| 8     | США              | 0      | 0       | 1      | 1     |
| Всего | Всего            | 16     | 16      | 16     | 48    |

## Призёры

### Мужчины
| Дистанция                    | Золото                                                   | Золото      | Серебро                                                | Серебро  | Бронза                                                         | Бронза   |
| ---------------------------- | -------------------------------------------------------- | ----------- | ------------------------------------------------------ | -------- | -------------------------------------------------------------- | -------- |
| 500 м (подробнее)            | Павел Кулижников · Россия                                | 33,72 CR    | Руслан Мурашов · Россия                                | 33,99    | Тацуя Синхама · Япония                                         | 34,03    |
| 1000 м (подробнее)           | Павел Кулижников · Россия                                | 1:05,69 WR  | Кьелд Нёйс · Нидерланды                                | 1:06,73  | Лоран Дюбрёй · Канада                                          | 1:06,76  |
| 1500 м (подробнее)           | Кьелд Нёйс · Нидерланды                                  | 1:41,66 CR  | Томас Крол · Нидерланды                                | 1:41,73  | Джой Мантиа · США                                              | 1:42,16  |
| 5000 м (подробнее)           | Тед-Ян Блумен · Канада                                   | 6:04,37 CR  | Свен Крамер · Нидерланды                               | 6:04,91  | Грэм Фиш · Канада                                              | 6:06,32  |
| 10 000 м (подробнее)         | Грэм Фиш · Канада                                        | 12:33,86 WR | Тед-Ян Блумен · Канада                                 | 12:45,01 | Патрик Беккерт · Германия                                      | 12:47,93 |
| Командная гонка (подробнее)  | Нидерланды · Марсел Боскер · Дауве де Врис · Свен Крамер | 3:34,68 WR  | Япония · Сэйтаро Итинохэ · Рику Цутия · Шейн Уильямсон | 3:36,41  | Россия · Данила Семериков · Руслан Захаров · Сергей Трофимов   | 3:37,24  |
| Командный спринт (подробнее) | Нидерланды · Дай Дай Нтаб · Кай Вербей · Томас Крол      | 1:18,18 CR  | Китай · Гао Тинъюй · Ван Шивэй · Нин Чжунянь           | 1:18,53  | Норвегия · Бьёрн Магнуссен · Ховар Лорентсен · Один Бю Фарстад | 1:19,54  |
| Масс-старт (подробнее)       | Йоррит Бергсма · Нидерланды                              | 7:39,49     | Джордан Бельчос · Канада                               | 7:39,79  | Антуан Желина-Больё · Канада                                   | 7:40,27  |

### Женщины
| Дистанция                    | Золото                                                 | Золото     | Серебро                                                       | Серебро | Бронза                                                    | Бронза  |
| ---------------------------- | ------------------------------------------------------ | ---------- | ------------------------------------------------------------- | ------- | --------------------------------------------------------- | ------- |
| 500 м (подробнее)            | Нао Кодайра · Япония                                   | 36,69 CR   | Ангелина Голикова · Россия                                    | 36,74   | Ольга Фаткулина · Россия                                  | 36,78   |
| 1000 м (подробнее)           | Ютта Лердам · Нидерланды                               | 1:11,84 CR | Ольга Фаткулина · Россия                                      | 1:12,33 | Михо Такаги · Япония                                      | 1:12,34 |
| 1500 м (подробнее)           | Ирен Вюст · Нидерланды                                 | 1:50,92 CR | Евгения Лаленкова · Россия                                    | 1:51,13 | Елизавета Казелина · Россия                               | 1:51,41 |
| 3000 м (подробнее)           | Мартина Сабликова · Чехия                              | 3:54,25 CR | Карлейн Ахтеректе · Нидерланды                                | 3:54,92 | Наталья Воронина · Россия                                 | 3:55,54 |
| 5000 м (подробнее)           | Наталья Воронина · Россия                              | 6:39,02 WR | Мартина Сабликова · Чехия                                     | 6:41,18 | Эсме Виссер · Нидерланды                                  | 6:46,68 |
| Командная гонка (подробнее)  | Япония · Нана Такаги · Аяно Сато · Михо Такаги         | 2:50,76 WR | Нидерланды · Мелисса Вейфье · Ирен Вюст · Антоинетте де Йонг  | 2:52,65 | Канада · Ивани Блонден · Валери Мальте · Изабель Вайдеман | 2:53,62 |
| Командный спринт (подробнее) | Нидерланды · Фемке Кок · Ютта Лердам · Летиция де Йонг | 1:24,02 WR | Россия · Ангелина Голикова · Ольга Фаткулина · Дарья Качанова | 1:24,50 | Польша · Анджелика Вуйцик · Кая Зёмек · Наталия Червонка  | 1:25,37 |
| Масс-старт (подробнее)       | Ивани Блонден · Канада                                 | 8:14,02    | Ким Бо Рым · Республика Корея                                 | 8:14,22 | Ирен Схаутен · Нидерланды                                 | 8:14,32 |

## Программа
Время местное (UTC−7).
| Дата       | Время | Дистанция                |
| ---------- | ----- | ------------------------ |
| 13 февраля | 12:30 | 3000 м женщины           |
| 13 февраля | 13:39 | 5000 м мужчины           |
| 13 февраля | 15:25 | Командный спринт женщины |
| 13 февраля | 15:42 | Командный спринт мужчины |
| 14 февраля | 14:00 | 10 000 м мужчины         |
| 14 февраля | 15:58 | Командная гонка женщины  |
| 14 февраля | 16:30 | 500 м мужчины            |
| 14 февраля | 17:09 | 500 м женщины            |
| 15 февраля | 12:30 | 5000 м женщины           |
| 15 февраля | 13:35 | 1000 м мужчины           |
| 15 февраля | 14:22 | 1000 м женщины           |
| 15 февраля | 15:09 | Командная гонка мужчины  |
| 16 февраля | 12:30 | 1500 м женщины           |
| 16 февраля | 13:25 | 1500 м мужчины           |
| 16 февраля | 14:21 | Масс-старт женщины       |
| 16 февраля | 14:43 | Масс-старт мужчины       |